# 电脑奇侠01
电脑奇侠01『キカイダー01』（キカイダーゼロワン）是1973年（昭和48年）5月12日至1974年（昭和49年）3月30日NETテレビ（現：テレビ朝日）系毎週土曜日20：00 - 20：30放送的特摄，全46話。《人造人间电脑奇侠》的续作。变身者为一郎，另有电脑奇侠次郎与美人侠（ビジンダー）真理。

## 介绍
是电脑奇侠的续篇，时间在黑魔帮被电脑奇侠次郎毁灭三年后，已死的电脑黑魔率领黑魔部队要征服世界。所以追捕少年阿明(アキラ)，因为他有某些秘密。此时被封印在仁王像中的电脑奇侠01从仁王像中出来，为世界的正义战斗。

## 登场战士

### 电脑奇侠01/キカイダー01
人间体：一郎（池田骏介饰）
替身演员：三橋幸男
比电脑奇侠更早被制造出来，拥有完整的良心回路，不会受到基鲁电脑黑魔的恶魔的笛声控制，身体颜色与电脑奇侠相反，右侧是代表正义的蓝色，左侧是代表邪恶的赤色。一直以来被封印在仁王像中，为了打倒复活的电脑黑魔部队而苏醒，并与电脑奇侠及美人侠共同为世界的正义战斗。

### 电脑奇侠/キカイダー
人间体：次郎（伴大介饰）
替身演员：菊地敏昭
前作主角。在击溃DARK后为磨练控制不完整良心回路而四处游荡，不时地会出来与01一同战斗。

### 美人侠/ビジンダー
人间体：真理（志穂美悦子饰 江川菜子声）
替身演员：宇都宮公久
第30话登场。由SHADOW制造出的人造人，目的是分析01性格并将其击倒，性格比外观更坚强。第31话因一郎“至少有次郎和同等的心”这样的想法而改变，最终与01及电脑奇侠共同战斗下去。

## 敌对组织

### 电脑黑魔部队

#### 电脑黑魔四人众
分别放入了DARK首领基鲁博士的大脑和DARK的3个地位最高的科学家的大脑的电脑黑魔。红、蓝、银电脑黑魔的皮套由前作电脑黑魔的预备皮套改造而成。在拍摄《人造人间电脑奇侠》时长坂秀佳看了多余的皮套产生了“浪费，所以预备的也使用了吧”的想法，因而三个电脑黑魔得以产生。

##### 电脑黑魔
CV：饭冢昭三
在前作中被DARK最后的机器人・白骨鼯鼠袭击而死的电脑黑魔的身体再安置基鲁博士的电脑而再生了。与内置了光明寺博士的脑的时候一样，本作中基鲁和电脑黑魔人格共同存在。同样，安置了DARK地位最高的3个科学家的脑的红、蓝、银的3只电脑黑魔率领部队，电脑黑魔部队组成。
为了区别前作的电脑黑魔，也存在称其为基鲁电脑黑魔的情况。第7话变成了黑色的怪物机器人。

##### 红电脑黑魔
CV：大宫悌二
电脑黑魔部队的干部。护胸是红色的，“R”的标志。武器是往式导弹弩。第5，6话变身为怪物机器人朱蜈蚣。

##### 蓝电脑黑魔
CV：和久井節緒（第2话以后）
电脑黑魔部队的干部。以老板的座为目标的野心家。青色胸甲有“B”的标志。使用电磁鞭，出招为旋转的电磁鞭地狱。电脑黑魔四段攻击初段、燕子还担任。第9话与红电脑黑魔同时被爆破的直接冲击炸死了。第5话中变身怪物机器人青鳄鱼。

##### 银电脑黑魔
CV：上田耕一
电脑黑魔部队的干部。护胸银白色“S”的标志。武器是伸缩自如的电磁杆，在空中铁棒的转动后踢陆续放出电子棒大回环（别名·银大回环）绝技。这个技能使用的结果是搞错了阴云撒旦DARKNESS托付的事。第10话被01的喷沙绝技炸死了。第4话变身为怪物机器人银虾（声优：渡部猛）。

##### 合体黑魔
CV：渡部猛
第7，8话登场。电脑黑魔四人众合体的时样子。

### 世界大犯罪组织SHADOW
末期比电脑黑魔部队晚登场的暗中活跃著的神秘组织。原形是神秘的怪人大SHADOW率领机器人的犯罪组织。以世界征服为目的，并且为达到目的不择手段。被称为杀人部队SHADOW机器人军团，并且将主要战力带到月面基地，实力远远超过前作的DARK破坏部队与电脑黑魔部队巨大组织。

## 其他角色

### 阿明
五岛秀饰
被电脑黑魔部队追赶的少年。其实是DARK首领基鲁博士的次子。因失去了记忆携带着巨大机器人“巨人恶魔”的心脏的设计四处逃亡。

### 理绘子
隅田和世饰
保护阿明的SHADOW的女性成员善于变装。虽是邪恶组织制造的机器人，却有颗善良的心，被一郎信任，24话表明被炸死。

### 阿弘
石井聖孝饰
第15话登场的少年。基鲁博士的长子。与弟弟的阿明一样，携带着“巨人恶魔”的设计图。比阿明更有男子汉气概。称一郎（电脑奇侠01）为“哥哥”。

### 美绪
松木聖饰
阿弘的同伴，第15话登场的女性。DARK中从事教育的工作者。在DARK被电脑奇侠破坏后逃亡，途中偷了阿弘的东西并与其一起流浪。持有“有钱就不是坏人”的信条。变装比不上理绘子。在理绘子死后，也会经常照顾阿明。

### 百地頑太
久里稔饰
自称甲贺忍者百三太夫的子孙，是个自由摄影师。是一个随身携带着照相机，总希望得到独家新闻，但总是失败的男人。口头禅为“试试啊—”的。会因一郎和阿明“奇异小子（Gummo，ガンモ）”的称呼而生气。

## 剧场版
《电脑奇侠01》
于1973年7月18日公开。
第1话重新制作版。
于东映漫画节上映。

## 客串
分別于兩套假面騎士電影《OOO・电王・All Riders Let's Go假面骑士》及2019年夏天的《劇場版 假面騎士ZI-O Over Quartzer》客串登场。

## 主题曲

### 片头曲
「电脑奇侠01」
- 演唱：子門真人
- 作詞：石森章太郎
- 作曲／編曲：渡辺宙明

### 片尾曲
「01摇滚」
- 演唱：子門真人
- 作詞：八手三郎
- 作曲／編曲：渡辺宙明

## 關連項目
- 人造人间电脑奇侠
- 人造人间电脑黑魔
- 人造人间
- 电脑奇侠REBOOT
- OOO・电王・All Riders Let's Go假面骑士